# Abadia d'Evesham
L'abadia d'Evesham va ser un monestir fundat pel bisbe sant Egwin, entre els anys 700 i 710 en el lloc on un porquer anomenat Eof va dir que se li havia aparegut la Mare de Déu. Aquest indret estava situat en territori del regne de Mèrcia i el bisbe va obtenir del rei Ethelred permís per la construcció. Temps després la comunitat de monjos s'acolliria a l'orde benedictí. Al voltant d'aquesta abadia sorgiria després una vila anomenada Evesham, que encara existeix, i que ara pertany al comtat de Worcestershire, (Anglaterra). En aquest monestir es va escriure un important cronicó titulat Chronicon Abbatiae de Evesham que narra la seva història contextualitzada del 714 al 1539. Durant la dissolució dels monestirs decretada per Enric VIII es va destruir l'abadia però se'n van conservar tres edificis: el campanar, la casa de les almoines i el graner. Dins l'església hi havia les tombes de sants i de cavallers, entre les quals està la de Simó V de Montfort.

## Localització
El monestir estava a la banda occidental del regne de Mèrcia, a prop dels seus veïns gal·lesos, equidistant a Worcester i Cheltenham. Situat a la plana del riu Avon, el lloc escollit va ser una península voltada per un meandre que el riu havia format amb les seves aigües. Segons la llegenda, el nom del lloc deriva del porquer que va tenir l'aparició: Eof + ham = Evesham («la llar d'Eof»).

## Fundació
L'any que es va establir una comunitat de monjos per fundar l'abadia d'Evesham, és un any difícil de determinar. Segons comentava l'historiador William Tindal (1794): «Tinc un manuscrit sense nom ni referència, en què està escrit que ell (Ecgwine) va començar l'abadia l'any 682. Això va ser abans del seu nomenament com a bisbe i no sembla probable. El bisbe Tanner diu que el 701. La data de la carta de Constantí pot decidir el tema de la consagració de l'abadia, però hi ha motius per suposar que Egwin va començar la construcció més aviat, potser el 702.» George May creu que va ser el 701 l'any que el rei Ethelred va fer donació a Ecgwine de tota la península i que la construcció del monestir va començar el mateix any.

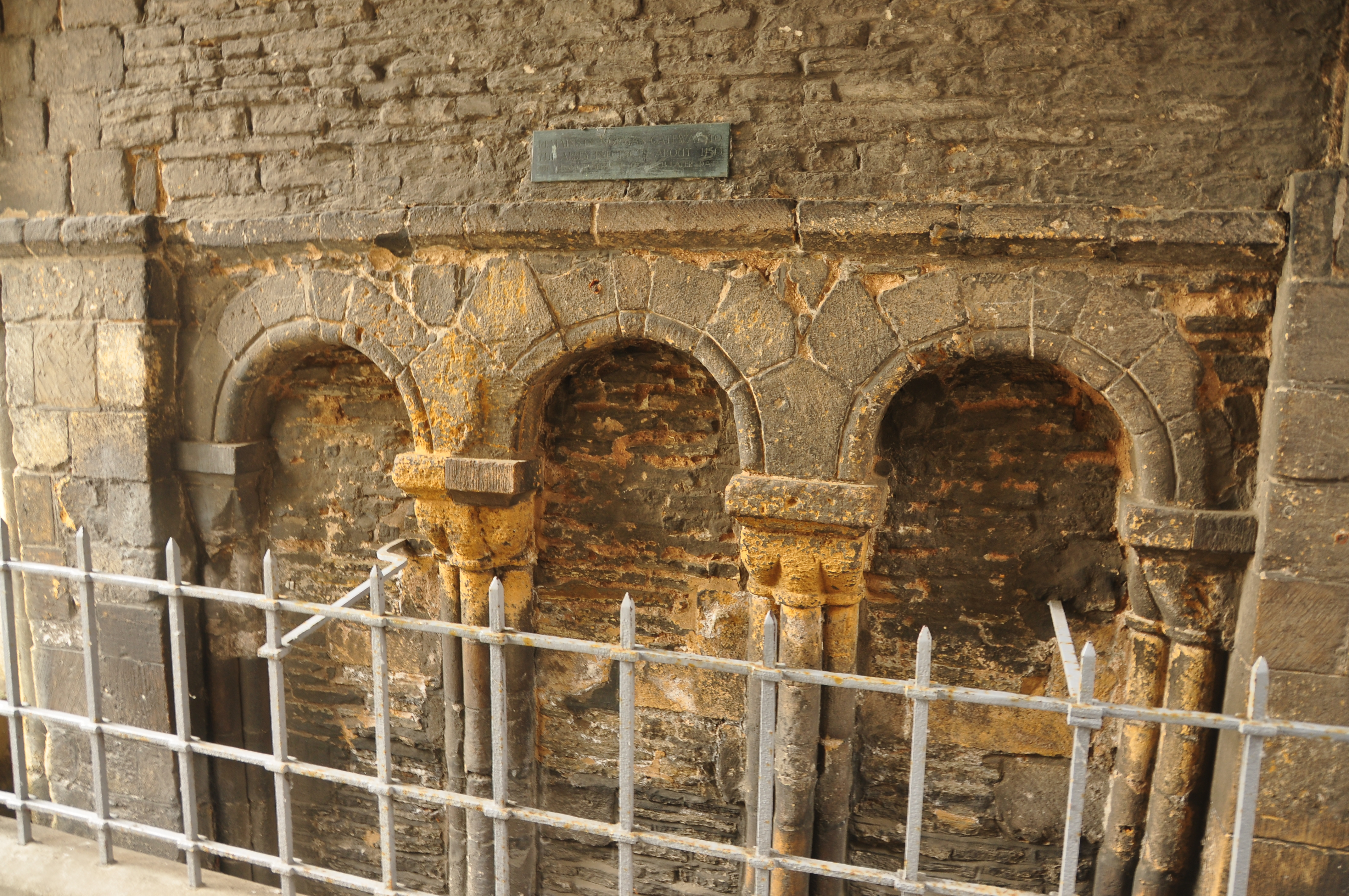
Tros d'un mur que es conserva.

Per altra banda, l'any de la consagració deriva de la carta de concessions pel papa Constantí que va ser «escrita en l'any set cents nou de l'encarnació de Nostre Senyor». Ecgwine deia que havia obtingut aquesta carta en el viatge que va fer a Roma que, segons sembla la va llegir a l'arquebisbe Berhtwald en un concili que es va convocar a Alcester, tot i que aquesta reunió sigui probablement una invenció. Thomas de Marlborough, abat del 1236, va escriure que, d'acord amb el manament apostòlic, es va establir una comunitat de monjos, l'any 709.
En la carta que Ecgwine deia tenir (suposadament escrita el 714) està anotat que el dia de la festa de Tots Sants «el bisbe Wilfrid i jo vam consagrar l'església que jo havia construït a Déu, a la Mare de Déu i a tots els escollits per Crist.» La festivitat de Tots Sants es va establir a occident després de l'any 609 o 610 pel papa Bonifaci IV i la seva col·locació en l'1 de novembre data de l'època del papa Gregori III (que va morir el 741). Un bisbe anomenat Wilfrid va ser el successor d'Egwin en la seu de Worcester (que sovint es confon amb el bisbe Wilfrid de York, mort vers el 709).
Tot i que l'any exacte de la seva fundació no és clar, el consens general és que es va consagrar per la festa de Tots Sants el 709. Si la consagració va passar veritablement en aquesta data, això explicaria el nom de l'actual església parroquial d'Evesham, Tots Sants, i que l'abat Clement de Lichfield estigui sepultat en una capella de l'església, avui dia anomenada capella de Lichfield.

## Anys posteriors
Després de la conquesta normanda d'Anglaterra, aquest monestir va ser dels pocs dels quals se'n van respectar els privilegis. Això va ser, segons diu el cronicó de la seva història, perquè l'abat Æthelwig es va afanyar a fer amistat amb Guillem el Conqueridor.
Simó V de Montfort (1208–1265) va ser probablement un benefactor, ja que estava sepultat sota l'altar major. La comunitat es va acollir en aquesta època a l'orde benedictí i va esdevenir una de les més riques del comtat i la tercera més gran en terres de tota Anglaterra.

## Abolició del monestir

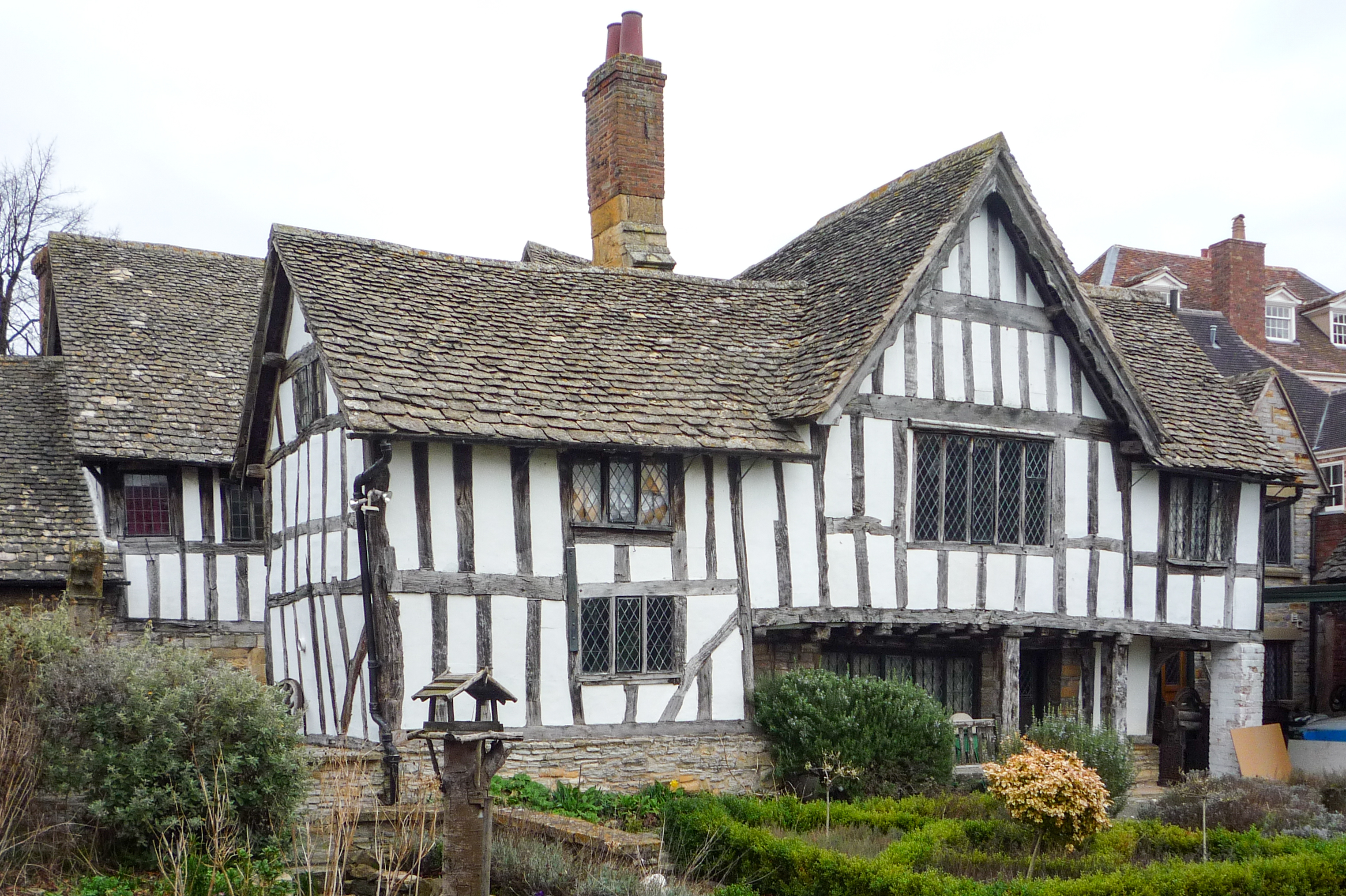
Casa de les almoines, catalogada com a edifici patrimonial de grau I.

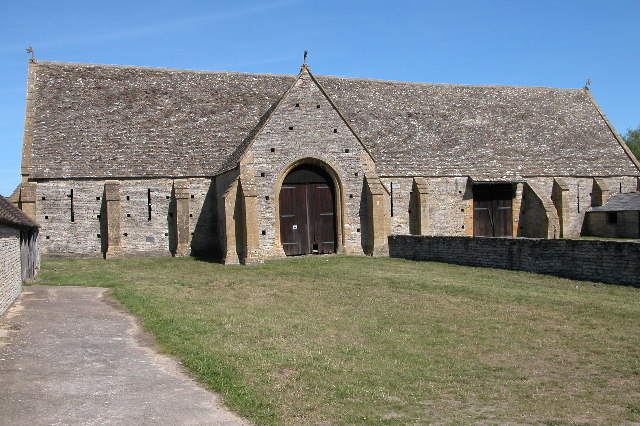
El graner del monestir.

El 1540 el rei Enric VIII d'Anglaterra va ordenar la dissolució dels monestir, és a dir l'expropiació i venda de les seves terres i edificis. L'abadia es va fer enderrocar, de la qual només se'n conserva un mur i la torre del campanar. L'escut heràldic del monestir es va traslladar a l'escola local Prince Henry's High School. També es van salvar dos edificis: la casa de les almoines i el graner.
L'anomenada casa de les almoines era en realitat la casa de l'abat. És un edifici del segle xiv que es va transformar l'any 1957 en un museu sobre la història local, sobretot amb informació sobre la batalla d'Evesham (1265) i una exposició sobre paleontologia, arqueologia més una col·lecció d'art decoratiu.
El graner, situat en un indret anomenat Middle Littleton, era un gran edifici on cada pagès de la demarcació controlada per l'abadia deixava la seva contribució que generalment era una part de la seva collita. L'edifici el va fer construir l'abat John Ombersley el 1376 en el lloc on ja hi havia un edifici del 1250 i és un dels més grans que es conserven d'aquest tipus: 40x13 m i 12 m d'alçada. Està construït amb una barreja de pedra anomenada blue lias i roca dels Cotswolds, i un sostre també de làmines de pedra que se sosté sobre una estructura de fusta. Actualment està protegit com a edifici patrimonial de grau I.
El campanar que es conserva data del segle xvi i té un rellotge.

## Tombes
Sants

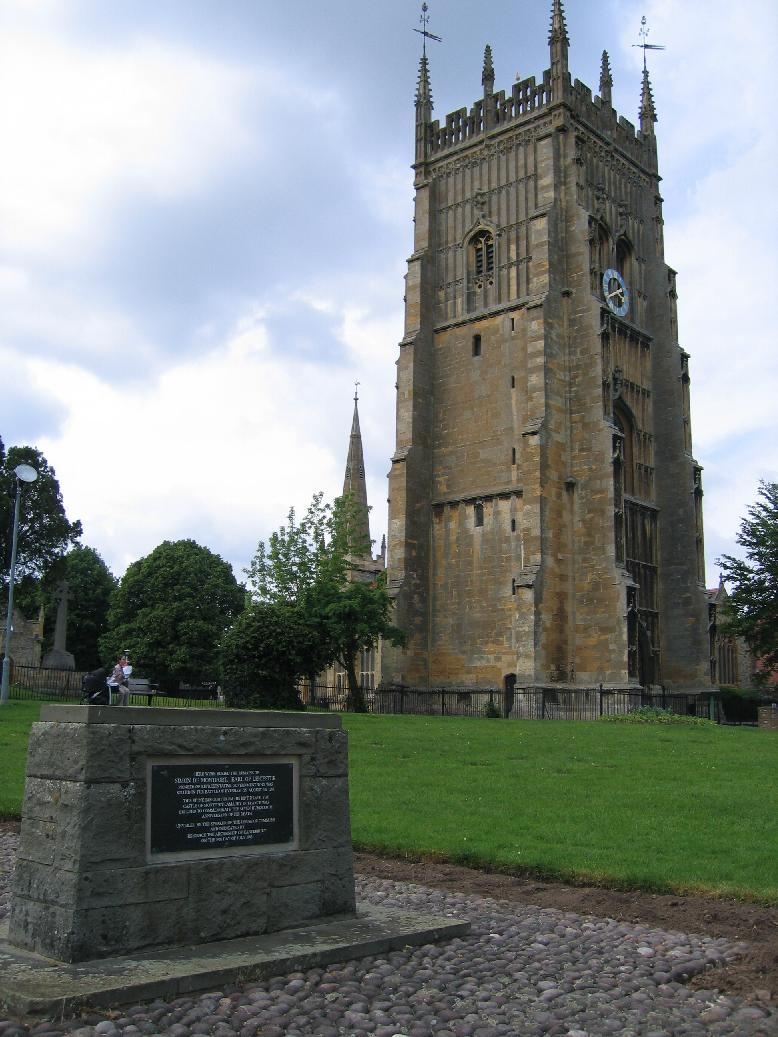
Placa commemorativa sobre la tomba de Simó de Monfort.

- Saint Egwin, tercer bisbe de Worcester i fundador de l'abadia.
- Saint Credan,[18] abat de l'abadia durant el regant d'Offa de Mèrcia.[19]
- Saint Wigstan de Mèrcia (també dit Wulstan i Wystan)[19]
- Saint Odulf,[19] missioner de Frísia arribat al segle ix,[20](mort el 855) esmentat en les hagiografies de Secgan,[21] sant Ecgwine, sant Odulf, el saltiri Ave presul gloriose Augustine i en el Chronicon Abbatiae de Evesham.[22]

Nobles
- Simó de Montfort (c.1209—1265), 6è comte de Leicester.[23][18][24]
- Enric de Montfort (1238–1265), fill de l'anterior.[23][24]
- Hugh le Despencer (1223–1265), senescal de la Torre de Londres.[24]

L'any 1965, l'arquebisbe de Canterbury, va inaugurar una placa en forma d'altar que assenyala el lloc on van sepultar Simó de Monfort.